# کاوری ایدا
کاوری ایدا (انگلیسی: Kaori Iida؛ زادهٔ ۸ اوت ۱۹۸۱) موسیقی‌دان اهل ژاپن است.